# Vlastimirovići
Vlastimirovići, v nekaterih virih tudi  Višeslavići ili Vojislavići (srbsko Властимировићи, Вишеславићи ali Војиславићи), so bili prva srbska vladarska rodbina, o kateri obstajajo zgodovinski zapisi. Vladala je v Srbiji od 7. do 10. stoletja.

## Poreklo
Bizantinski cesar Konstantin VII. Porfirogenet je v svoje delu De administrando imperio kar osem poglavij posvetil priseljevanju Srbov in Hrvatov na Balkan. Podnaslov enega od poglavij se glasi: O Srbih in državi, v kateri živijo. V njem govori o poreklu, obstoju in pomembnih  članih  vladarske družine. 
Vrhovni poglavar Srbov u Beli Srbiji je imel dva sinova. Eden od njiju je s polovico ljudstva odšel k bizantinskemu cesarju Herakliju s prošnjo, da mu podari zemljo, kamor bi se lahko naselil s svojim ljudstvom. Drugi sin je ostal v Beli Srbiji, da bi po smrti nasledil svojega očeta. Srbom, ki so se preselili na Balkan, so vladali potomci prvega vodje. Za prvega je znano, da je bil Višeslav (Vojislav) in je vladal verjetno okoli leta 780. Za njim sta vladala njegov sin Radoslav in za njim Radoslavov sin Prosigoj. Do takrat so Srbi že trdno vladali v znatnem delu jadranskega zaledja. Obseg srbskega ozemlja v zgodnjem srednjem veku je prvi opisal frankovski učenjak in letopisec Einhard (okoli 775–840), ki je v Letopisih Frankovskega kraljestva (latinsko Annales Regni Francorum) za leto 822  zapisal, da so Srbi ljudstvo, ki poseduje velik del Dalmacije (latinsko ad Sorabos, quae natio magnam Dalmatiae partem obtinere dicitur).

## Država
Srbi so po prihodu na Balkan ustanovili več medsebojno povezanih kneževin. Sredi 9. stoletja so ustanovili močno državo s središčem pod knezom Vlastimirjem. Vlastimir (vladal okoli leta 860) je bil prvi srbski župan (knez), o katerem je nekaj več podatkov. Bil je sin kneza Prosigoja in bil zelo uspešen vladar. V tri leta trajajoči vojni v obdobju od leta 836 do 852 z bolgarskim kanom Presijanom je Vlastimir zmagal. Da bi zavaroval zahodno mejo svoje kneževine, je svojo hčerko Krajino poročil s trebinjskim županom  Belo in mu podelil naslov kneza (arhonta). S poroko je Travunija postala vazal Srbije (Raške) in taka ostala do druge polovice 10. stoletja.
Vlastimirja je nasledil najstarejši sin Mutimir, ki je s svojima bratoma Stojimirjem in Gojnikom uspešno odbil napad bolgarskega kana Borisa I. (vladal 852–888). Bolgarska država se je v tem času začela krepiti, vendar je kar močna postala tudi Srbija (Raška). 
Med vladanjem župana Mutimirja se je leta 879 zgodilo pokristjanjevanja Srbije. Zadnji Vlastimirović, knez Časlav, je s podporo Bizantinskega cesarstva obnovil in okrepil srbsko državo, da je lahko parirala Bolgarskemu cesarstvu. Srbija je takrat posedovala tudi Bosno in Travunijo. Edino s Srbi naseljeno ozemlje, ki ni bilo pod srbsko oblastjo, je bilo po pisanju Konstantina VII. ozemlje med Bojano in Cetino. Na tem ozemlju je vladal Mihajlo Višević, ki se je po porazu Bolgarov v vojni z Bizantinci postavil pod bizantinsko zaščito. 
Konec 9. stoletja so se v Panonsko nižino priselili Ogri (Madžari), ki so s svojimi hitrimi konji iz porečja Donave in Tise vpadali na srbsko ozemlje, zlasti v Bosno. Srbski knez Časlav jih je obrzdal in v enem od spopadov ubil ogrskega kneza Kizo. Po pisanju Barskega rodoslova (Letopis popa Dukljana)  so se Ogri maščevali z nočnim napadom na sedanjo Mačvo, ujeli župana Časlava in njegove bližnje sorodnike in jih vrgli v Savo.
Med vladanjem bizantinskega cesarja Ivana I. Cimiska (969–976)  je njegovo cesarstvo podjarmilo Bolgarijo in Srbijo do Donave. Po Časlavovi smrti je Srbija razpadla.

## Ime in pomen
Ime Vlastimirovići  so ustvarili zgodovinarji po prvem vladarju iz te rodbine, knezu Vlastimirju, ki je ustvaril  samostojno srbsko državo. Srbija je bila dotlej del Bizantinskega cesarstva.  
Včasih, čeprav precej redko, se ta vladarska družina imenuje tudi Višeslavići ali Višeslavljevići po knezu Višeslavu, prvem vladarju, katerega ime je znano. 
Vlastimirovići so bili pomembni, ker so ustvarili prvo samostojno srbsko državo na Balkanu in imeli vrhovno oblast nad vsemi srbskimi ozemlji na Balkanu. S smrtjo Časlava Klonimirovića je ta vrhovna oblast prenehala obstajati in se ni nikoli več obnovila. Srbske regije so se kasneje pogosto znašle v odprtem medsebojnem konfliktu ali na različnih vojskujočih se straneh.

## Vladarji
- neznan knez (legendarni Selimir), knez (okoli 631-652)[4]
- Višeslav (Vojislav), knez (?780–?814)
- Radoslav Višeslavić, knez (?814–?822)
- Prosigoj, knez (?822–?836), Radoslavov sin
- Vlastimir, knez (?836–?851), Prosigojev sin
- Mutimir, knez (?851–891), Vlastimirjev sin
- Pribislav Mutimirović, knez (891–892), Mutimirjev sin
- Petar Gojniković, knez (892–917), sin Mutimirjevega brata Gojnika
- Pavle Branović, knez (917–923), Mutimirjev vnuk
- Zaharija Pribislavljević, veliki župan (923–924), Pribislavov sin
- Časlav Klonimirović, knez (927–oko 960), Vlastimirjev pravnuk